# Асті (провінція)
Провінція А́сті (італ. Provincia di Asti) — провінція в Італії, у регіоні П'ємонт. 
Площа провінції — 1 511 км², населення — 222 338 осіб.
Столицею провінції є місто Асті.

## Географія

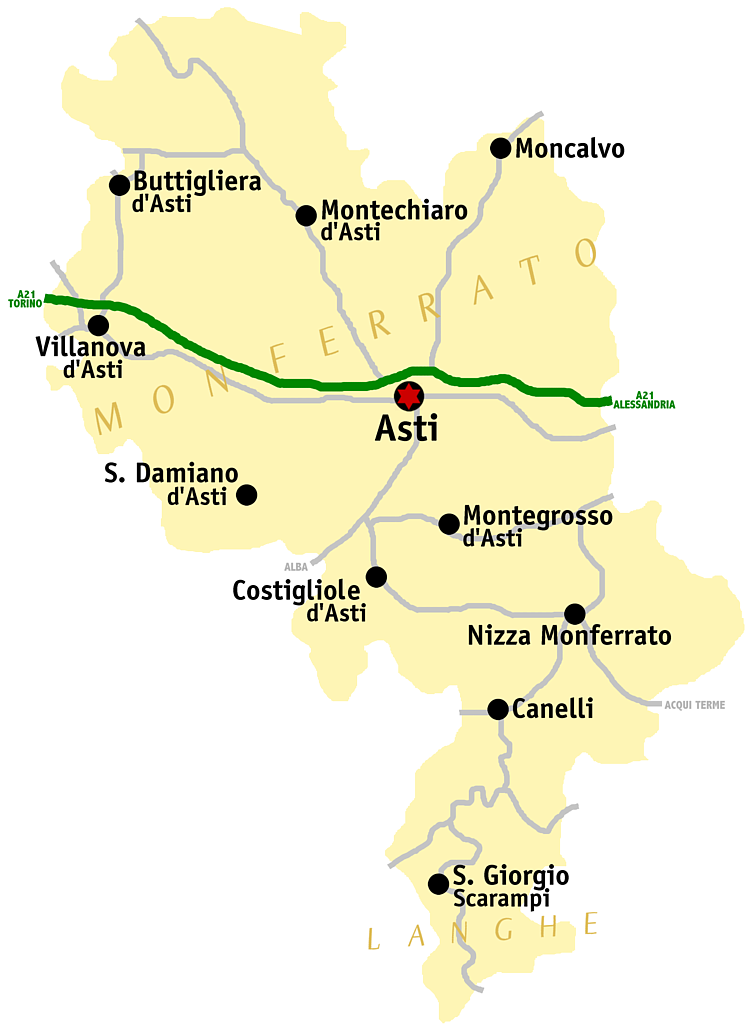
Мапа провінції

Межує на північному заході з провінцією Турин, на сході з провінцією Алессандрія, на півдні з регіоном Лігурія (провінцією Савона), і на заході з провінцією Кунео.

## Основні муніципалітети
Найбільші за кількістю мешканців муніципалітети (ISTAT):
- Асті - 74.367 осіб
- Канеллі - 10.443 осіб
- Ніцца-Монферрато - 10.187 осіб
- Сан-Дам'яно-д'Асті - 8.365 осіб
- Костільйоле-д'Асті - 5.990 осіб